# Filialkirche Maria Brunneck

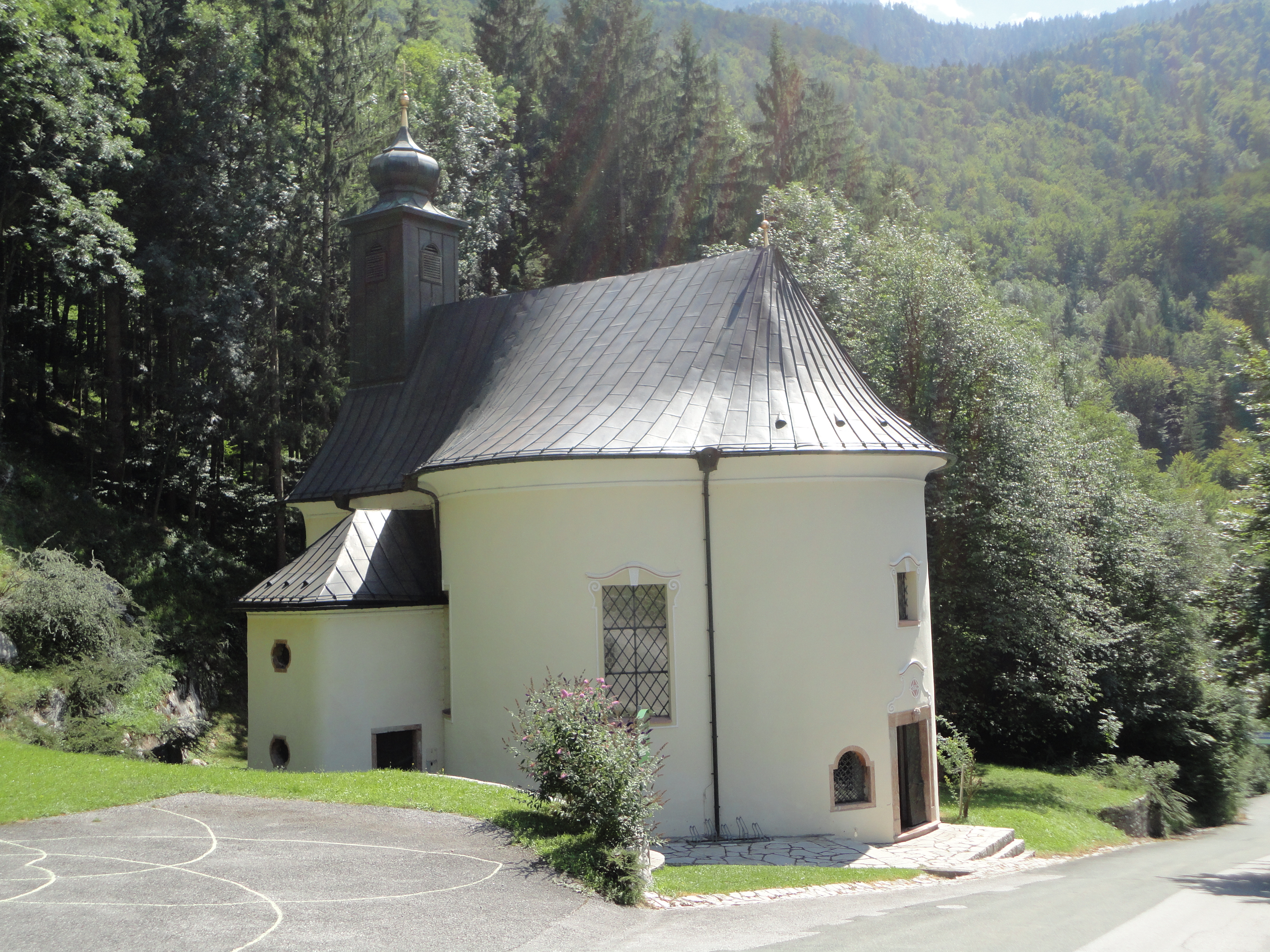
Maria Brunneck

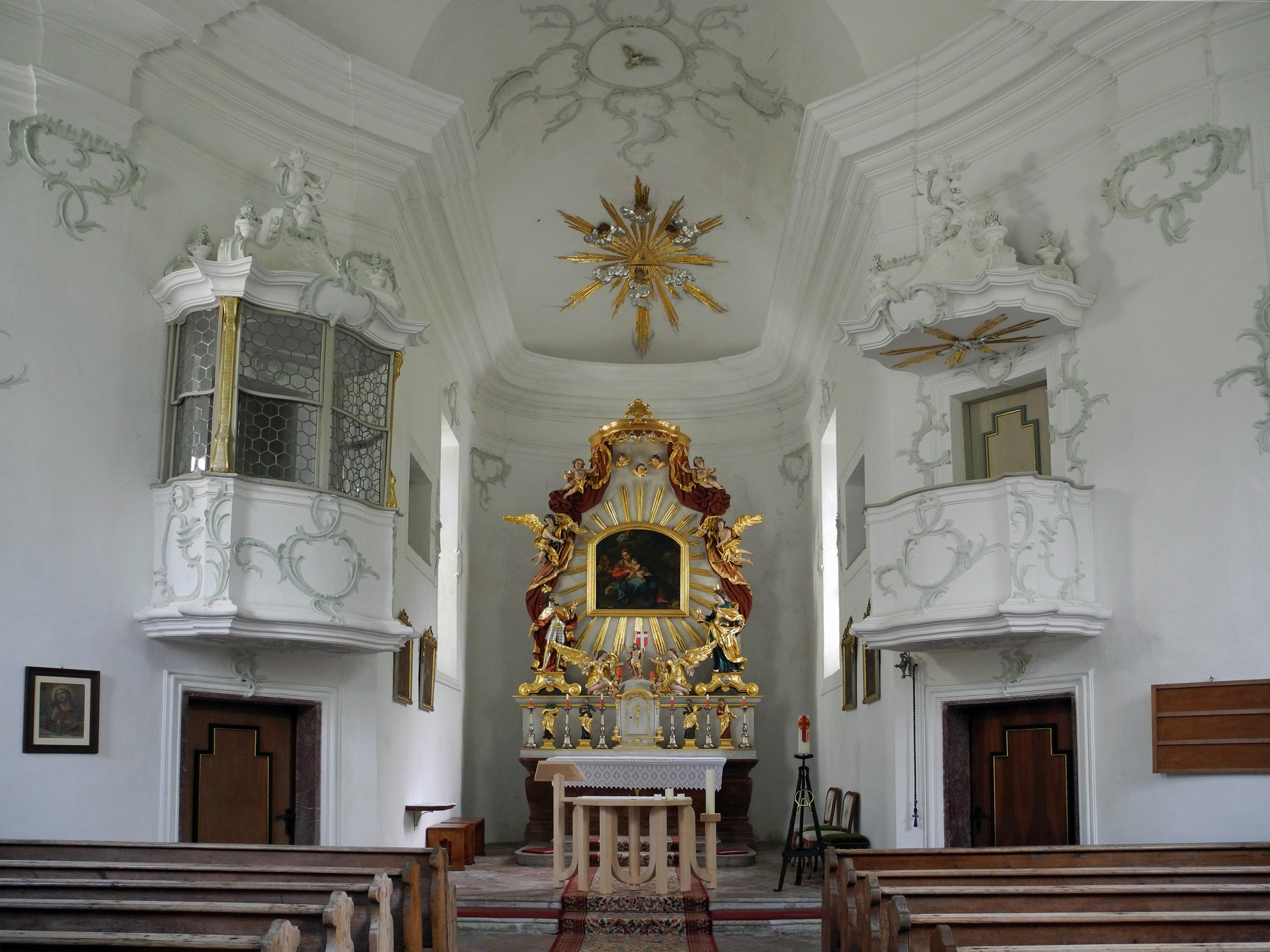
Altarblatt v. Josef Strubreiter (1903): Ruhe auf der Flucht nach Ägypten

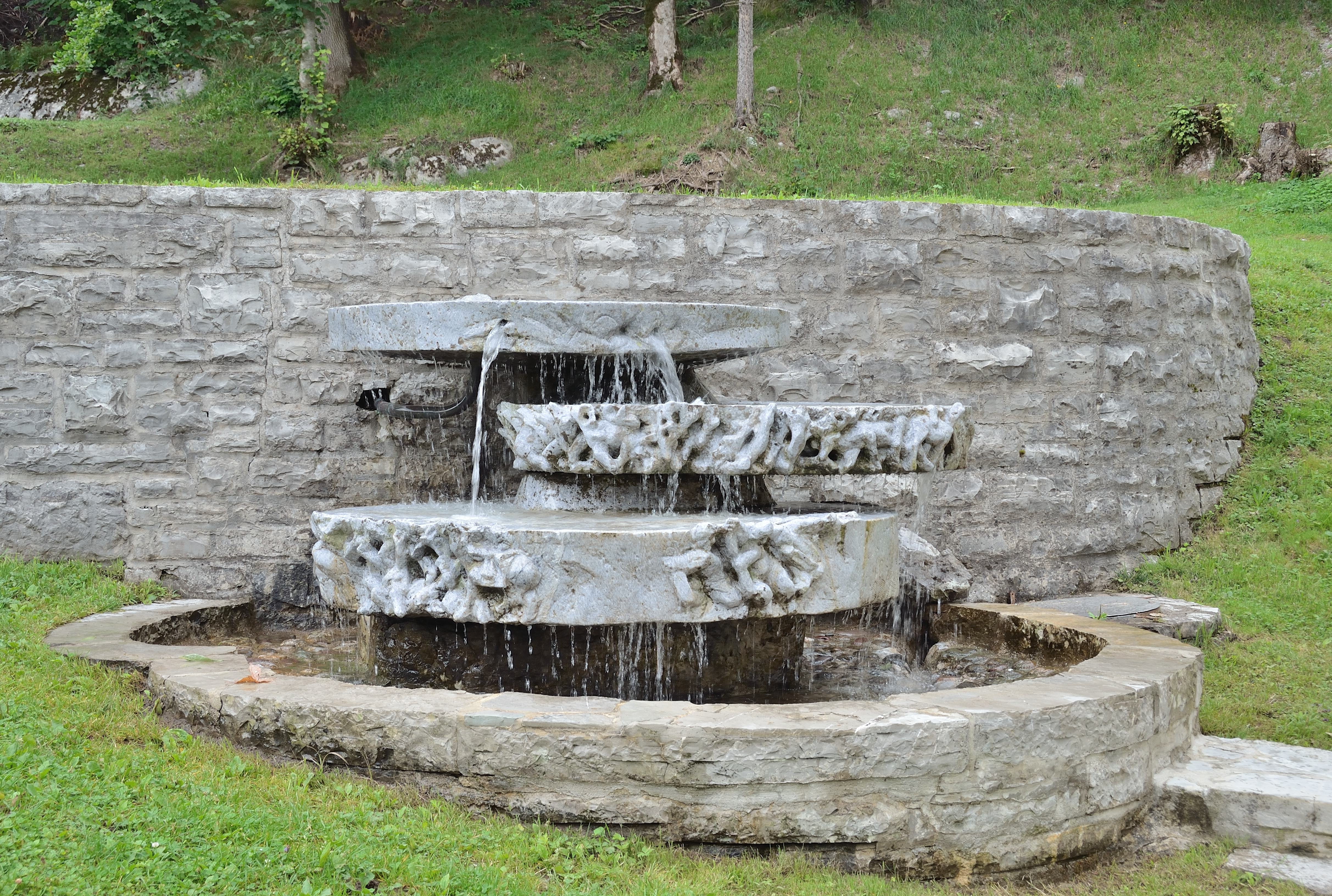
Marmorbrunnen des Brunnecker Bründl (Josef Zenzmaier; 1972)

Die Filialkirche Maria Brunneck steht am Pass Lueg in der Gemeinde Golling an der Salzach im Land Salzburg. Die der Heiligen Familie geweihte Wallfahrtskirche gehört zur Pfarrkirche Golling an der Salzach im Dekanat Hallein in der Erzdiözese Salzburg, das Patrozinium wird, seit der Liturgiereform 1969, am Sonntag in der Weihnachtsoktav begangen. Die Kirche steht unter Denkmalschutz.

## Geschichte
Eine Kapelle wurde 1715 urkundlich genannt. Die heutige Kirche wurde von 1764 bis 1766 erbaut. Die Kirche wurde 1964 restauriert.

## Architektur
Die Kirche mit einer umlaufenden Hohlkehle hat einen Dachreiter über dem Chorschluss. An den Saalraum mit kleeblattartigem Grundriss schließt im Osten ein flachbogig geschlossener Chor an. In den Übergängen von Saalraum und Chor schließen im Norden und Süden zweigeschoßige Sakristeien an. Das Westportal mit der Jahresangabe 1763 erhielt 1964 eine Bronzetüre der Bildhauer Anneliese und Josef Zenzmaier.
Der Innenraum hat ein flaches Kreuzgewölbe im Saalraum und eine Segmentbogentonne im Chor und ein umlaufendes stark profiliertes Kranzgesims. In den Übergängen vom Saalraum zum Chor sind die Türen zu den Sakristeien und darüber sind symmetrisch gleich gestaltete Kanzeln vor Oratorien. Im Westen des Saalraumes wird eine barock geschwungene Empore durch eine Wendeltreppe im Südwesten erschlossen. Den Stuck des Innenraumes schuf der Stuckateur Benedikt Zöpf (1765).

## Ausstattung
Der Hochaltar aus 1765 zeigt das Altarblatt Ruhe auf der Flucht, gemalt von Josef Strubreiter (1903). Die seitlichen Figuren hll. Ferdinand und Barbara stammen aus der 2. Hälfte des 18. Jahrhunderts. Die Statuetten der vier Evangelisten entstanden um 1800, das Bild Heilige Familie 1730. Die Bilder Ecce Homo, Heilige Könige, hll. Peregrinus und Aloysius aus der 2. Hälfte des 18. Jahrhunderts wurden von der Pfarrkirche Golling hierher übertragen. Es gibt zahlreiche Votivbilder; in Verwahrung Immaculata, Ährenkleidmadonna, beide aus dem 18. Jahrhundert.
Ausgestellt ist eine Kanonenkugel der Franzosenkriege von 1809.